# Кударинская степь
Не путать с Кударинской степью на юге Бурятии в Кяхтинском районе по долине реки Кудары, правом притоке реки Чикой.
Кудари́нская степь (Кутора́, Кударе́ная степь, Байка́ло-Кудара́) (бур. Хүдэриин Тала) — степная зона на территории Кабанского и, частью, Прибайкальского районов Бурятии. Занимает всю обширную дельту Селенги и распространяется вверх по долине этой реки на 30 км. Степной ландшафт, с островками сосновых боров, тянется на протяжении 65 км по юго-восточному берегу Байкала от залива Провал до Посольского сора. Расположена на высоте до 600—700 м выше уровня моря. Преобладает равнинный рельеф. На большей части степи распространена полынно-ковыльная флора, ближе к горам сменяющаяся на ковыльно-типчаковую.
По южной окраине Кударинской степи, вдоль северных отрогов хребта Хамар-Дабан и левому берегу реки Селенги, проходят Транссибирская железнодорожная магистраль и федеральная автодорога Р258 «Байкал».
До прихода русских здесь располагались кочевья баргутов, предков современных хори-бурят и новых баргутов. В середине XVII века появились первые русские казачьи поселения и остроги, выросшие в большие сёла, такие как Кудара, Кабанск, Посольское, Творогово. Царский посланник Николай Спафарий в 1675 году отметил в своём дневнике: «В долине реки Селенги по Кударинской степи кочевали буряты. Недалеко от устья Селенги, немного ниже расположенных здесь бурятских юрт, стояла землянка Селенгинского казака — первое русское поселение в этих местах. Далее вверх по реке Селенге находилась деревня Брянских казаков, а в его окрестностях располагались ряд заимок, жители которых занимались хлебопашеством.».
Большими участками земли с выселками владели Посольский Спасо-Преображенский и Селенгинский Троицкий монастыри. Таким образом, уже к концу XVII века Кударинская степь и район Ильинской слободы стали основным районом земледелия в Прибайкалье. К XIX веку были основаны крестьянские поселения, ставшие сёлами Красный Яр, Шергино, Дубинино и др.
В конце XIX века началось активное заселение степи после прокладки здесь полотна Транссибирской железнодорожной магистрали. В советское время были основаны крупные предприятия, такие как Селенгинский целлюлозно-картонный комбинат, Тимлюйский цементный завод с посёлками Селенгинск и Каменск.
Сейчас Кударинская степь является одной из самых густонаселённых территорий Бурятии с преобладающим русским населением. Наряду с потомками переселенцев из европейской части России, в степи сохранилось и автохтонное население — буряты, составляющие основное население улусов Ранжурово, Хандала, Дулан, а также значительную часть села Корсаково.
Несмотря на относительно плодородные почвы, продолжительность безморозного периода невелика (2 месяца), поэтому земли используются главным образом как пастбище для скота, хотя здесь и представлены все отрасли сельского хозяйства.